# Phaonia hirtiorbitalis
Phaonia hirtiorbitalis är en tvåvingeart som beskrevs av Xue, Wang och Du 2006. Phaonia hirtiorbitalis ingår i släktet Phaonia och familjen husflugor. Inga underarter finns listade i Catalogue of Life.